# Санто-Спіріто (Флоренція)
Базиліка Санто-Спіріто (італ. Basilica di Santo Spirito; «Базиліка Святого Духа») — церква у Флоренції, Італія. Зазвичай її називають просто «Санто-Спіріто», вона розташована у кварталі Ольтрарно, навпроти однойменної площі. Інтер'єр будівлі — внутрішня довжина 97 метрів — є одним із характерних зразків архітектури епохи Відродження.

## Історія

### Рання історія
Спінелло Аккольті (італ. Spinello Accolti) та Омодео ді Ґвідо (італ. Omodeo di Guido) подарували землю для церкви та монастиря августинців Альдобрандіно (італ. Aldobrandino), пріорові установи августинців в Арчетрі в 1250 році. Ділянка була на південному березі Арно в «сесто» Ольтрарно (одному із шести «сестієрів» (районів) Флоренції), в межах комунальних стін 1173—1175 років, але в малонаселеній частині міста. Вона стала більш доступною після будівництва мосту Святої Трійці (Понте Санта Триніта) у 1252 році. Августинці заснували церкву та монастир того ж року, включивши до комплексу стару церкву Сан-Ромоло (італ. San Romolo). Спочатку комплекс присвятили «Марії, Усім Святим і Святому Духу», а до кінця століття змінили присвяту на «Марії, Святому Духу та Матвію».
Церкви та монастирі жебручих орденів були побудовані за фінансової підтримки спільноти, яка надала кошти для Санто-Спіріто в 1267 році, а потім з 1292 по 1301 роки.
Монастир Санто-Спіріто став центром наукової діяльності та був визнаний Studium generale ордену августинців у 1284 року. Перший статут та конституції августинців були затверджені в 1287 році генеральним капітулом ордену, який проходив у Флоренції.
1301 року придбали будинки для створення публічної площі перед церквою — площі Санто-Спіріто. До 1310 року в Санто-Спіріто було сім вівтарів і кілька сімейних каплиць. Протягом наступних ста років було побудовано більше каплиць. До середини століття Санто-Спіріто став значним комплексом, включаючи велике перше кьостро. Фреска «Розп'яття та Таємна вечеря» були Андреа Орканья та його майстернею в 1360-х роках.
Братство Санта-Марія-делле-Лауде (laudese), присвячене Діві Марії та її хвалі, заснували до 1322 року. Тут ставилася щорічна п'єса на свято П'ятидесятниці, присвячене зішестю Святого Духа на апостолів. Братство також займалося благодійністю: монах Сімоне Фідаті да Касія (італ. Simone Fidati da Cascia) керував заснуванням будинку для колишніх повій. У 1333 році в ньому вже перебувало понад півсотні жінок:135, 146.
Церква Санто-Спіріто була пов'язана з раннім гуманізмом у Флоренції. Одна з груп, очолювана Боккаччо, збиралася там у 1360-1370-х роках. Після своєї смерті в 1375 році Боккаччо заповів свою бібліотеку монастирю. У 1380-х і на початку 1390-х років інший гурток гуманістів щодня збирався в келії Луїджі Марсілі (1342—1394). Марсілі вивчав філософію та теологію в Падуанському та Паризькому університетах. У 1370 році він познайомився з Петраркою в Падуї, а пізніше став другом Боккаччо. До цієї групи належав Колюччо Салютаті (1331—1406), канцлер Флоренції з 1375 року. Незабаром він став центральною фігурою гуртка. Найважливішим із учнів Салютаті був Леонардо Бруні (1370—1444), майбутній канцлер Флоренції. Іншим членом гуртка був Нікколо Нікколі, гуманіст і соратник Козімо Медічі.
Церква Санто-Спіріто стала ареною кількох драматичних подій у період політичної нестабільності 1370-х років. Будучи єдиним районом міста, розташованим через Арно, «сієст» (з 1343 року квартал) Санто-Спіріто був фізично та політично відокремлений від решти Флоренції. Серед його мешканців були деякі з найвидатніших і найдавніших родин міста, такі як Каппоні, Содеріні та Фрескобальді, а також деякі з найбідніших некваліфікованих робітників. Ця політично вибухова суміш створила кварталу імідж одного з найбільш готових до повстання.
Одним із найгучніших політичних вбивств в історії Флорентійської республіки було вбивство Сандро да Куарата (італ. Sandro da Quarata), видатного члена фракції Річчі, у листопаді 1370 року, коли він виходив із церкви після служби:199. Напередодні повстання Чомпі монастир зазнав нападу бунтівників 22 червня 1378 року, але був захищений силами, вірними синьйорії. Допити змовників, заарештованих 19 липня (під час останньої відчайдушної спроби уряду придушити повстання), показують, що заплановане повстання мало мати чотири окремих повстання, з найбільшим (за участю тисячі людей) у церкві Санто-Спіріто:368, 379.
Після перемоги флорентійців над міланцями в 1397 році під час другої міланської війни в день свята святого Августина (28 серпня) синьйорія вирішила відновити церкву на честь святого, передавши її під патронат міста. Незважаючи на це рішення, нічого особливого не відбувалося до 1434 року, коли найняли Філіппо Брунеллескі. Роботи над новою церквою просувалися повільно до березня 1471 року. Під час «Зіслання Святого Духа» (італ. sacra rappresentazione), організованого laudese на честь візиту Галеаццо Марії Сфорца, стара церква загорілася і була сильно пошкоджена разом з частинами монастиря:66.

### Нова церква

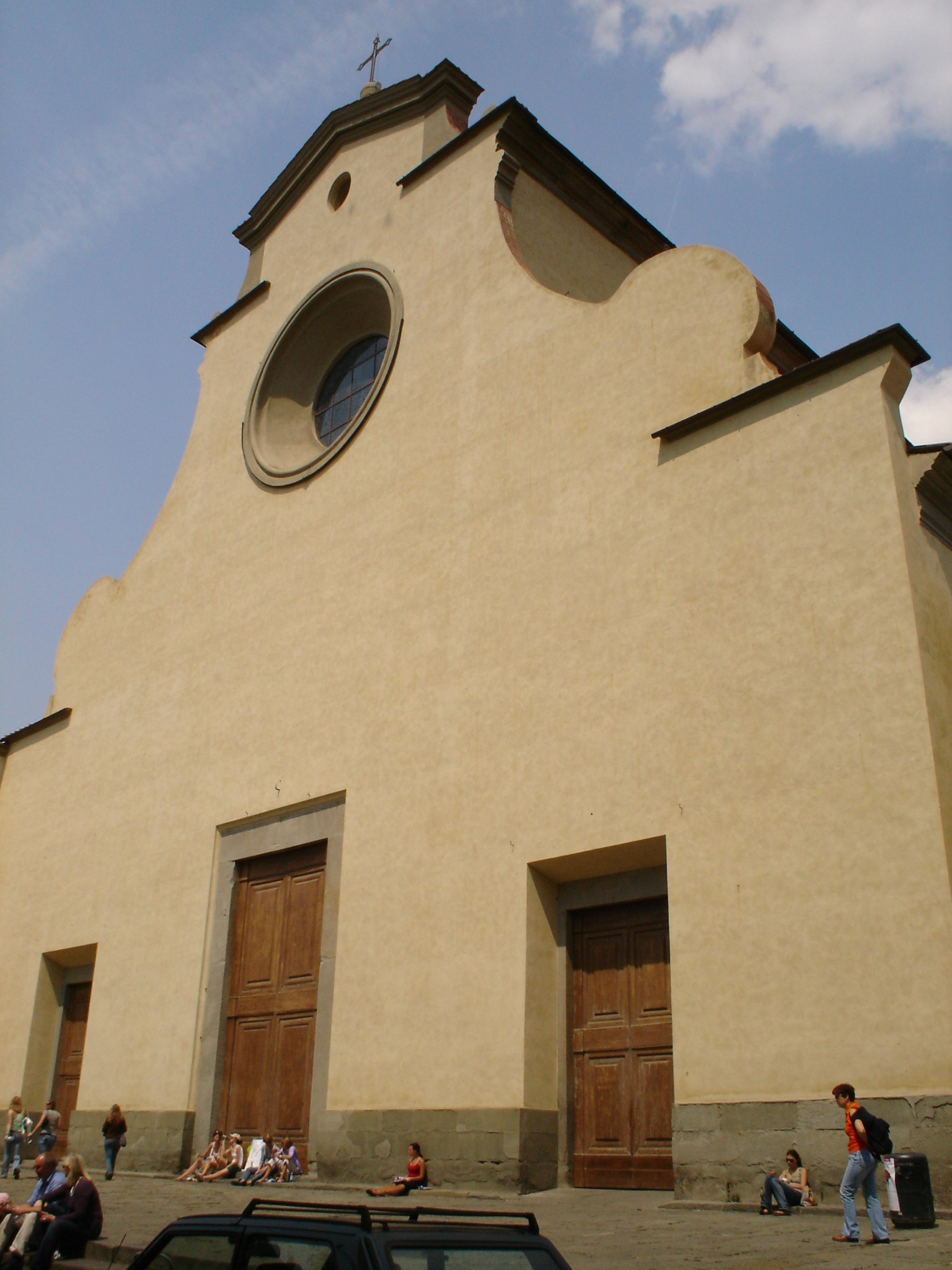
Головний фасад

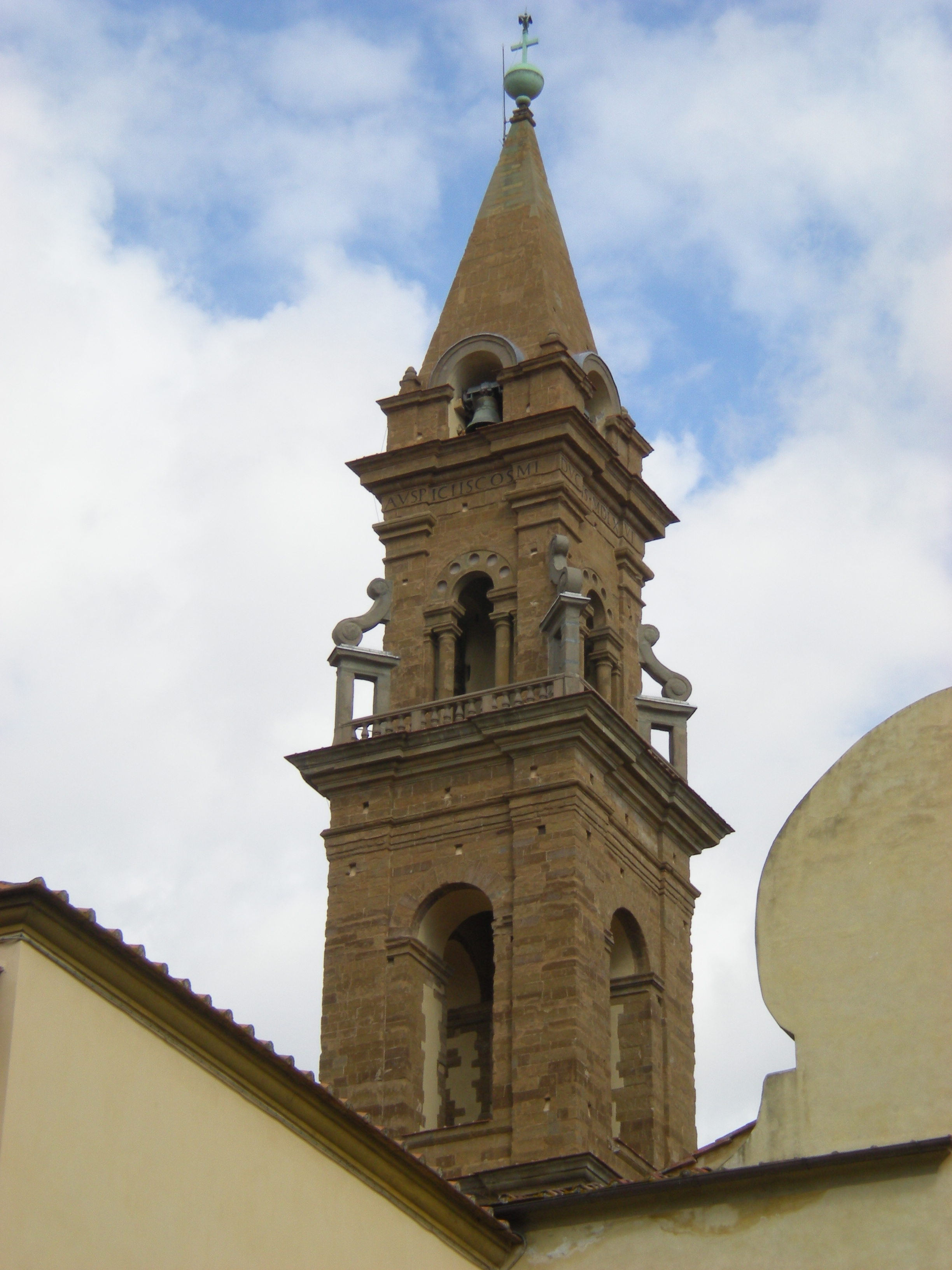
Дзвіниця (1503)

Філіппо Брунеллескі почав проектувати нову будівлю ще в 1428 році. Перші стовпи до будівлі були доставлені в 1446 році, за десять днів до його смерті. Потім роботи продовжили його послідовники Антоніо Манетті, Джованні да Ґайоле та Сальві д'Андреа; останній також відповідав за будівництво купола.
На відміну від Сан-Лоренцо, тут ідеї Брунеллескі були втілені з певним ступенем вірності, принаймні в плані першого поверху та до рівня аркад. План «латинського хреста» був розроблений таким чином, щоб максимізувати розбірливість схеми. Контрасту між навою і трансептом, який викликав такі труднощі в Сан-Лоренцо, тут також вдалося уникнути. По всьому периметру простору проходять бічні каплиці у вигляді ніш однакового розміру (всього сорок).
Фасад Брунеллескі так і не був побудований і залишився порожнім. У 1489 році ліворуч від будівлі були побудовані колонний вестибюль і восьмикутна ризниця, спроектовані Сімоне дель Поллайоло (відомий як Il Cronaca) і Джуліяно да Санґало відповідно. У каплиці зробили двері, щоб з'єднати з церквою.
Бароковий балдахін з поліхромного мармуру додали Джованні Баттіста Каччіні та Ґерардо Сільвані над головним вівтарем у 1601 році. Церква залишалася без оздоблення до XVIII століття, коли поштукатурили стіни. Внутрішній фасад створений Сальві д'Андреа, і він все ще має оригінальне скляне вікно з «П'ятидесятницею», розроблене П'єтро Перуджіно. Дзвіницю (1503) спроєктував Баччо д'Аньоло.
У 1977—1978 роках зовнішній вигляд будівлі реставрували.

## Вівтарі каплиць

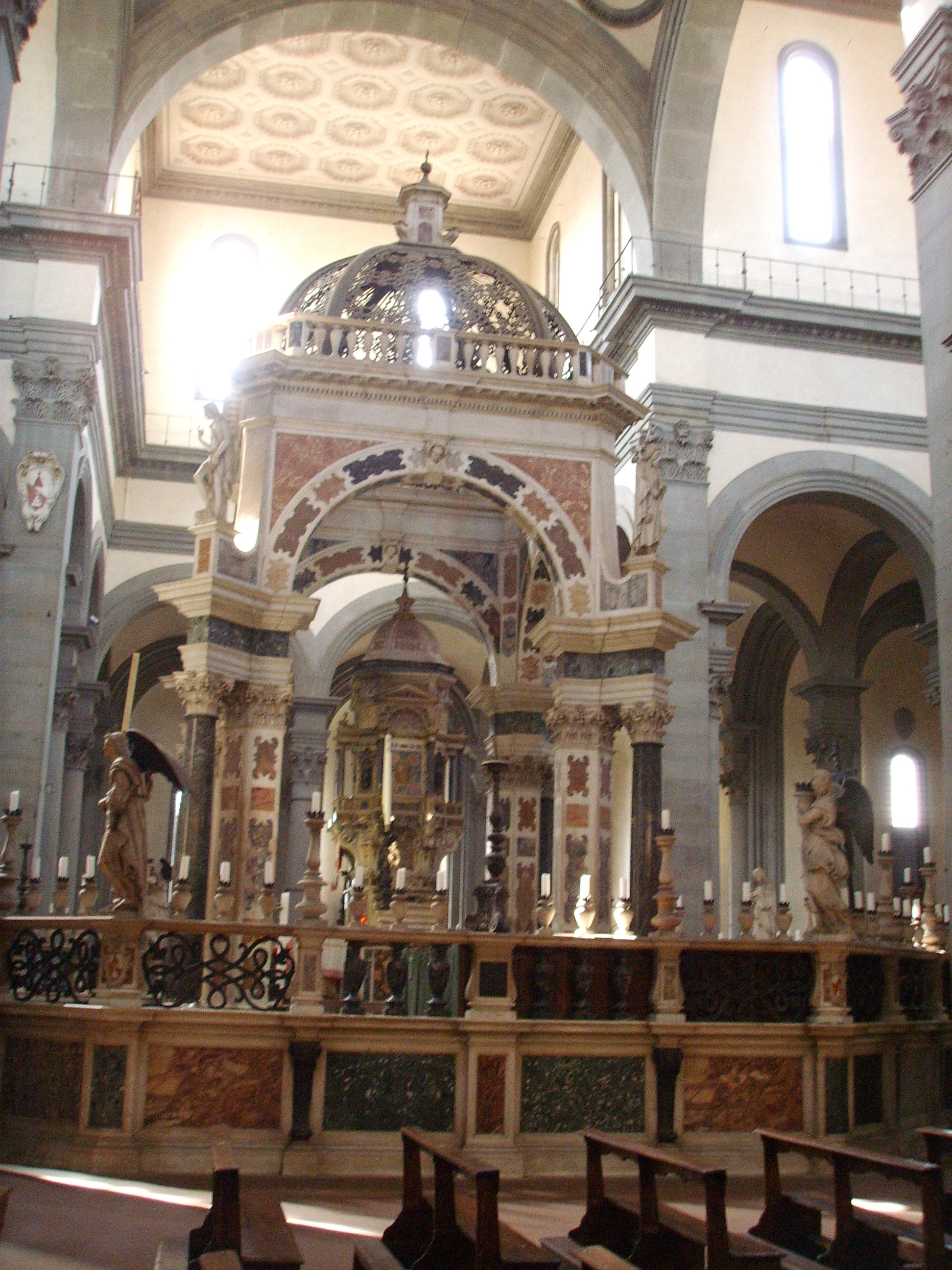
Балдахін над головним вівтарем

Церква має 38 бічних каплиць (дві каплиці були використані під двері), які містять значну кількість творів мистецтва. Найвизначнішою є каплиця Біні-Каппоні (італ. Bini-Capponi), де розміщена картина Франческо Боттічіні «Свята Моніка, що встановлює правило августинок». Роботи у каплицях Корбінеллі (італ. Corbinelli) створені Андреа Сансовіно, Козімо Росселлі та Донніно (італ. Donnino) та Аньоло дель Маццієре (італ. Agnolo del Mazziere).
У каплицях трансепту знаходяться вівтарі роботи Філіппіно Ліппі. Також у трансепті є хори, з яких маркізи Фрескобальді могли брати участь у обрядах, без того, щоб натовп їх побачив.
Ризницю, до якої можна отримати доступ через дверний отвір (за планом ліва шоста каплиця, якій передував монументальний вестибюль Сімоне дель Поллайоло), спроєктував Джуліяно да Санґало в 1489 році, вона має восьмикутний план. Тут розміщено релігійну картину «Святий Фіакр зцілює хворих» (1597) роботи Алессандро Аллорі (1596), написану на замовлення Крістіни Лотарингської, дружини великого герцога Фердинандо I де Медічі.

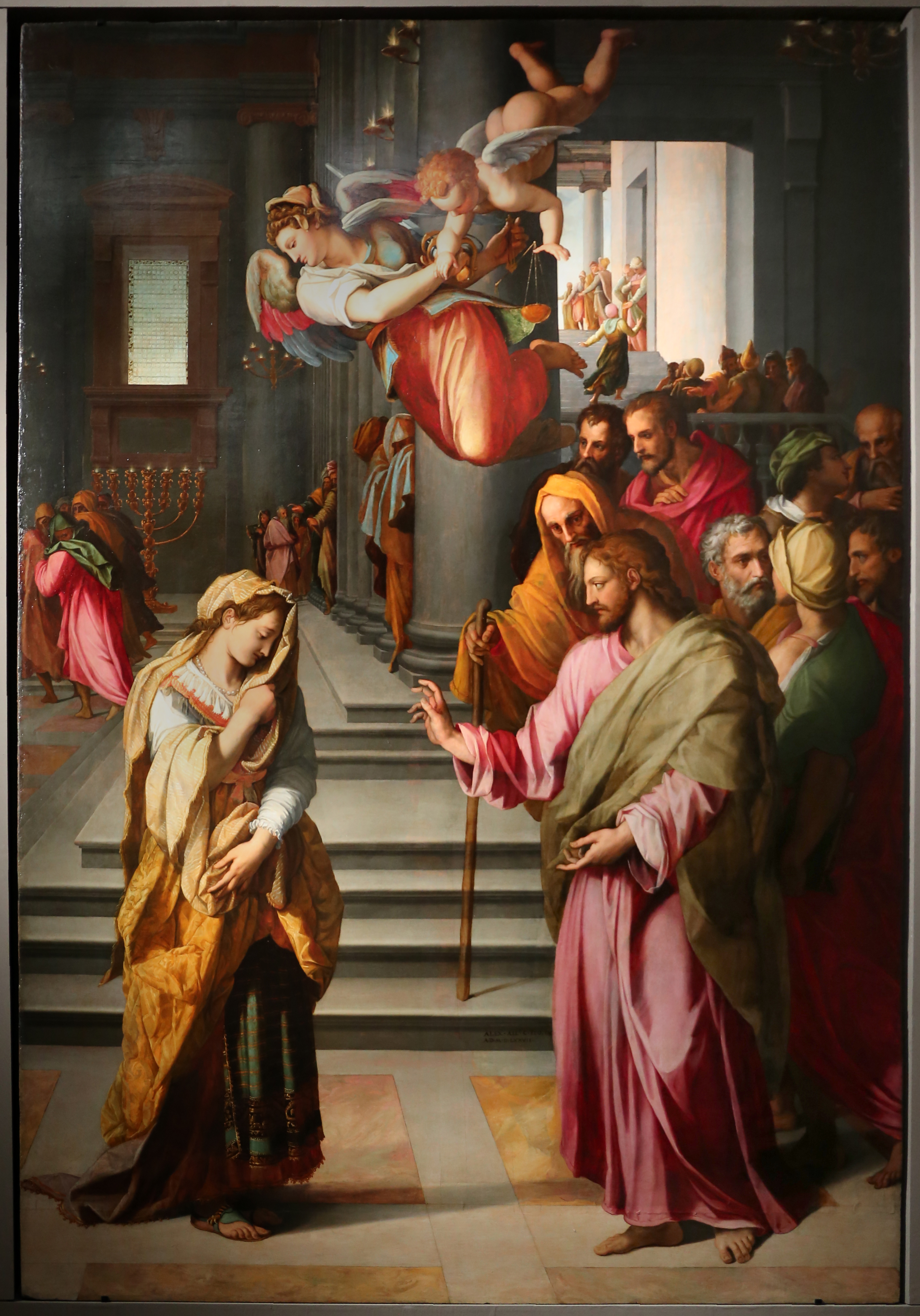
«Христос і перелюбниця» (1577). Алессандро Аллорі
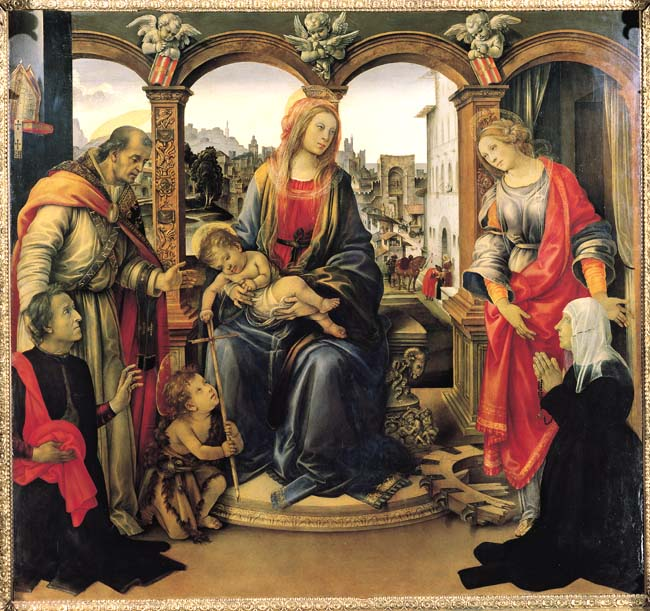
«Мадонна і дитя зі святими та благодійниками Нерлі» (1488). Філіппіно Ліппі
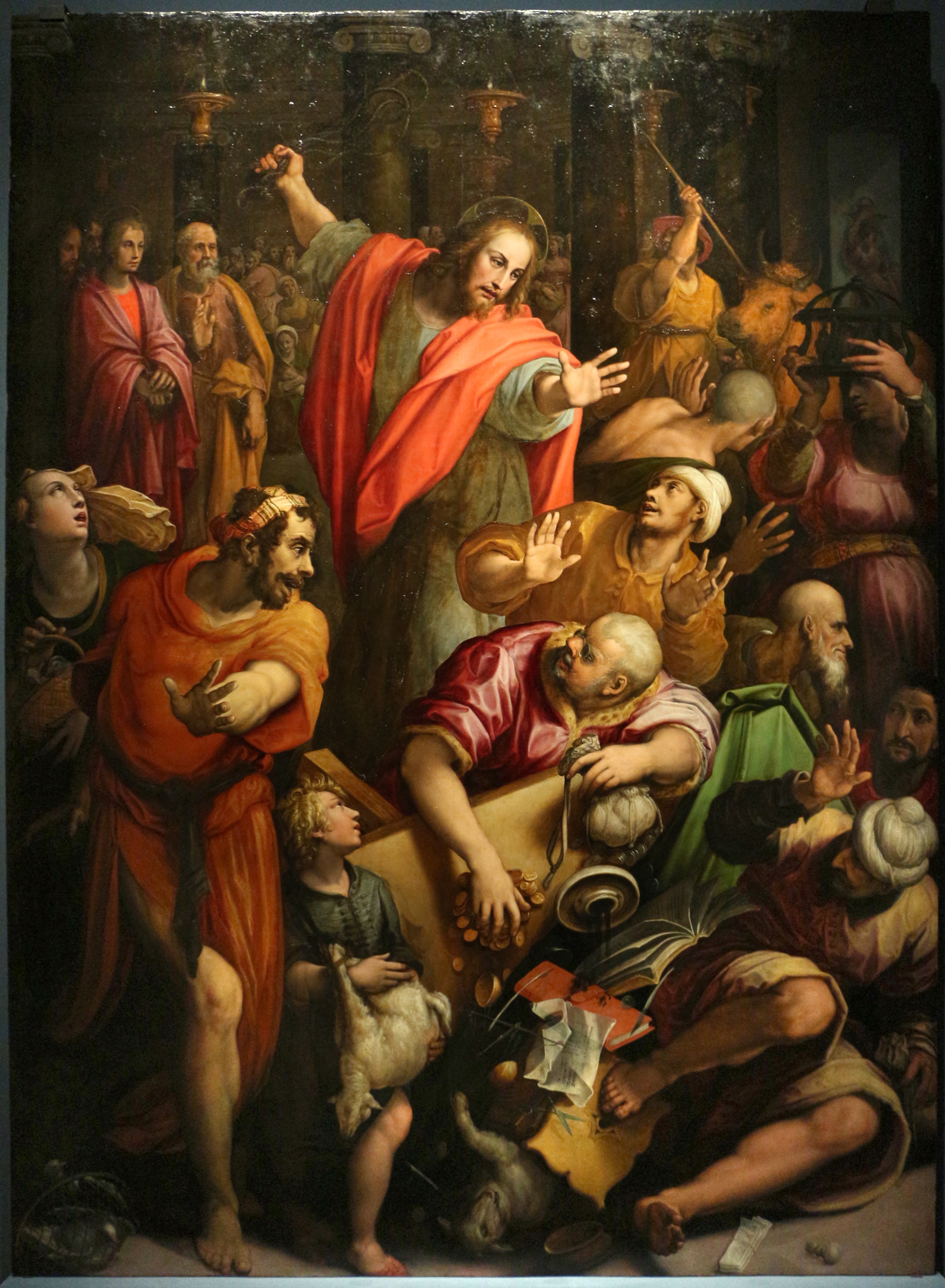
«Вигнання міняйл із Храму» (1572). Джованні Страдано
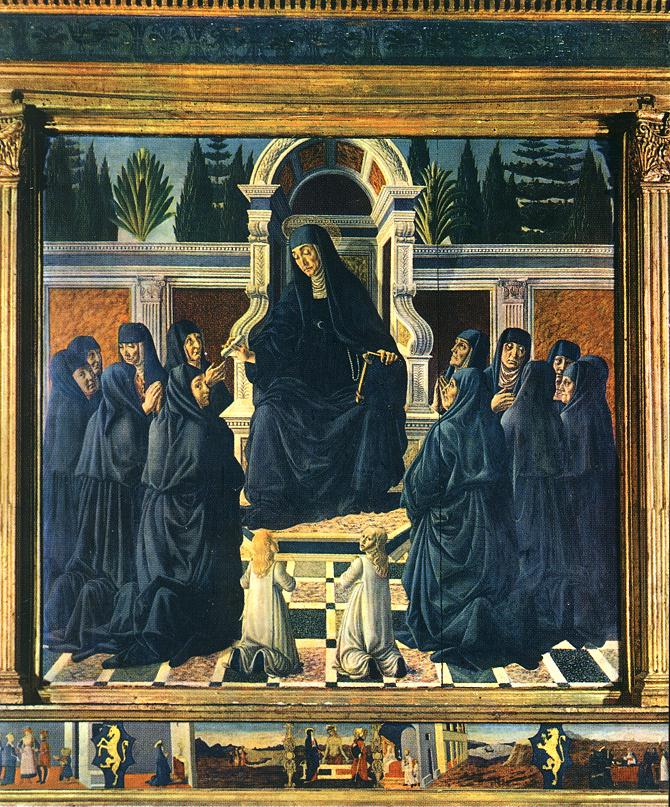
«Свята Моніка, що встановлює статут августинок» (1483), роботу приписують Франческо Боттічіні

### Список каплиць та їхніх творів мистецтва
38 каплиць і їхні твори мистецтва:
| Строна | Каплиця              | Твори |
| ------ | -------------------- | --- |
| П      | 1 (нава біля фасаду) | «Спір про непорочне зачаття» (італ. Disputa dell'Immacolata Concezione). П'єр Франческо Фоскі                               |
| П      | 2                    | Копія роботи Мікеланджело «Оплакування» (італ. Pietà; 1549). Нанні ді Баччо Біджіо                                          |
| П      | 3                    | «Святий Нікколо да Толентіно» (італ. St. Niccolò da Tolentino). Нанні Унґеро; бокові ангели — Франчабіджо                   |
| П      | 4                    | «Вигнання міняйл із Храму» (1572). Джованні Страдано                                                                        |
| П      | 5                    | «Коронація незайманої» (бл. 1694). Алессандро Ґерардіні                                                                     |
| П      | 6                    | «Муки святого Стефана» (1602). Доменіко Пассьяно                                                                            |
| П      | 7                    | «Тобіас та ангел» (1698). Джованні Баратта                                                                                  |
| П      | 9 (трансепт)         | «Преображення». П'єр Франческо Фоскі                                                                                        |
| П      | 10 (трансепт)        | «Мадонна дель Соккорсо» (італ. Madonna del Soccorso, XV ст.)                                                                |
| П      | 11 (трансепт)        | Вівтар. Бернардо Буонталенті                                                                                                |
| П      | 12 (трансепт)        | «Мадонна і дитя зі святими та благодійниками Нерлі» (1488). Філіппіно Ліппі                                                 |
| П      | 13 (трансепт)        | Копія роботи П'єтро Перуджіно «Явлення Богородиці святому Бернарду». Феліче Фікереллі                                       |
| П      | 14                   | Мармуровий саркофаг (бл. 1457). Антоніо Росселліно                                                                          |
| П      | 15 (апсида)          | «Мадонна зі святими Іваном Предтечею та Єронімом» (поч. XVI ст.)                                                            |
| П      | 16 (апсида)          | «Мадонна з дитям і чотирма святими» (бл. 1340). Мазо ді Банко                                                               |
| П      | 18 (апсида)          | «Муки десяти тисяч» (1574). Алессандро Аллорі. Вівтар «Свята Луція» (бл. 1460), приписується Нері ді Біччі                  |
| Л      | 1 (нава)             | «Воскресіння». П'єр Франческо Фоскі                                                                                         |
| Л      | 2                    | Копія роботи Мікеланджело «Христос» (1579). Таддео Ландіні                                                                  |
| Л      | 5                    | «Мадонна, свята Анна та інші святі». Мікеле Тозіні                                                                          |
| Л      | 8                    | «Мадонна на троні, зі святими Лаврентієм, Іваном Ґуальбертом, Катериною та Бернардом». Фра Бартоломео                       |
| Л      | 9 (трансепт)         | «Шлях на Голгофу». Мікеле Тозіні; вікно «Хома невіруючий», який приписується Бартоломео ді Джованні                         |
| Л      | 10 (трансепт)        | «Мадонна на троні зі святими» (1505). Рафаелліно дель Ґарбо; Вівтар «Святий Лаврентій роздає милостиню». Якопо дель Селлайо |
| Л      | 11 (трансепт)        | «Мадонна на троні з ангелами та святими Варфоломеєм та Миколаєм». Рафаелліно дель Ґарбо                                     |
| Л      | 12 (трансепт)        | «Трійця, якій поклоняються святі Катерина та Марія Магдалина» (бл. 1485). Франческо Граначчі                                |
| Л      | 13 (трансепт)        | «Вівтар Корбінеллі» (1492). Андреа Сансовіно                                                                                |
| Л      | 14 (трансепт)        | «Мадонна на троні з дитям та святими» (1482). Козімо Росселлі; вівтар «Хома невіруючий», який приписують Нері ді Біччі      |
| Л      | 15 (трансепт)        | «Свята Моніка, що встановлює статут августинок» (1483), роботу приписують Франческо Боттічіні                               |
| Л      | 16 (трансепт)        | «Мадонна з дитям і святими», яку приписують Рафаелліно дель Ґарбо                                                           |
| Л      | 15 (апсида)          | «Різдво». Наслідувач Доменіко Гірландайо                                                                                    |
| Л      | 16 (апсида)          | «Благовіщення» (кін. XV ст.)                                                                                                |
| Л      | 18 (апсида)          | «Христос і перелюбниця» (1577). Алессандро Аллорі                                                                           |

## «Розп'яття» Мікеланджело

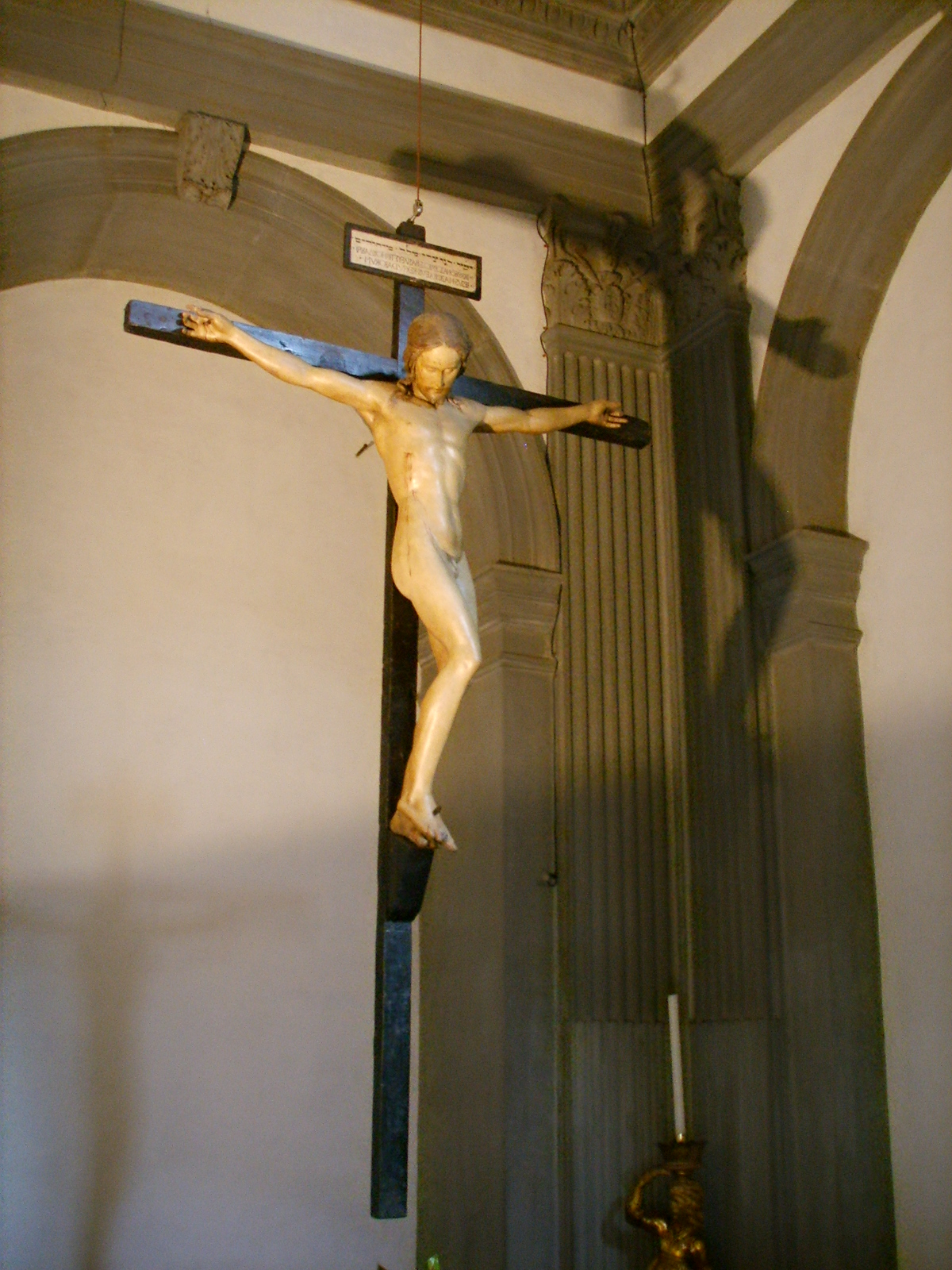
«Розп'яття» Мікеланджело

Мікеланджело Буонарроті, коли йому було сімнадцять років, отримав дозвіл від знайомого пріора церкви Нікколо ді Лапо Бічелліні (Niccolò di Lapo Bichiellini) проводити анатомічні дослідження трупів, що надходили з монастирської лікарні; як подяку за це він вирізбив дерев'яне розп'яття, яке розмістили над головним вівтарем. Уже у XX столітті його було реставровано і на якийсь час переміщено до музею Каза Буонарроті, але з 2000 року «Розп'яття» повернулося до церкви, і тепер розміщене у восьмигранній ризниці, до якої можна потрапити із західного проходу церкви.

## Кьостро й «Таємна вечеря»

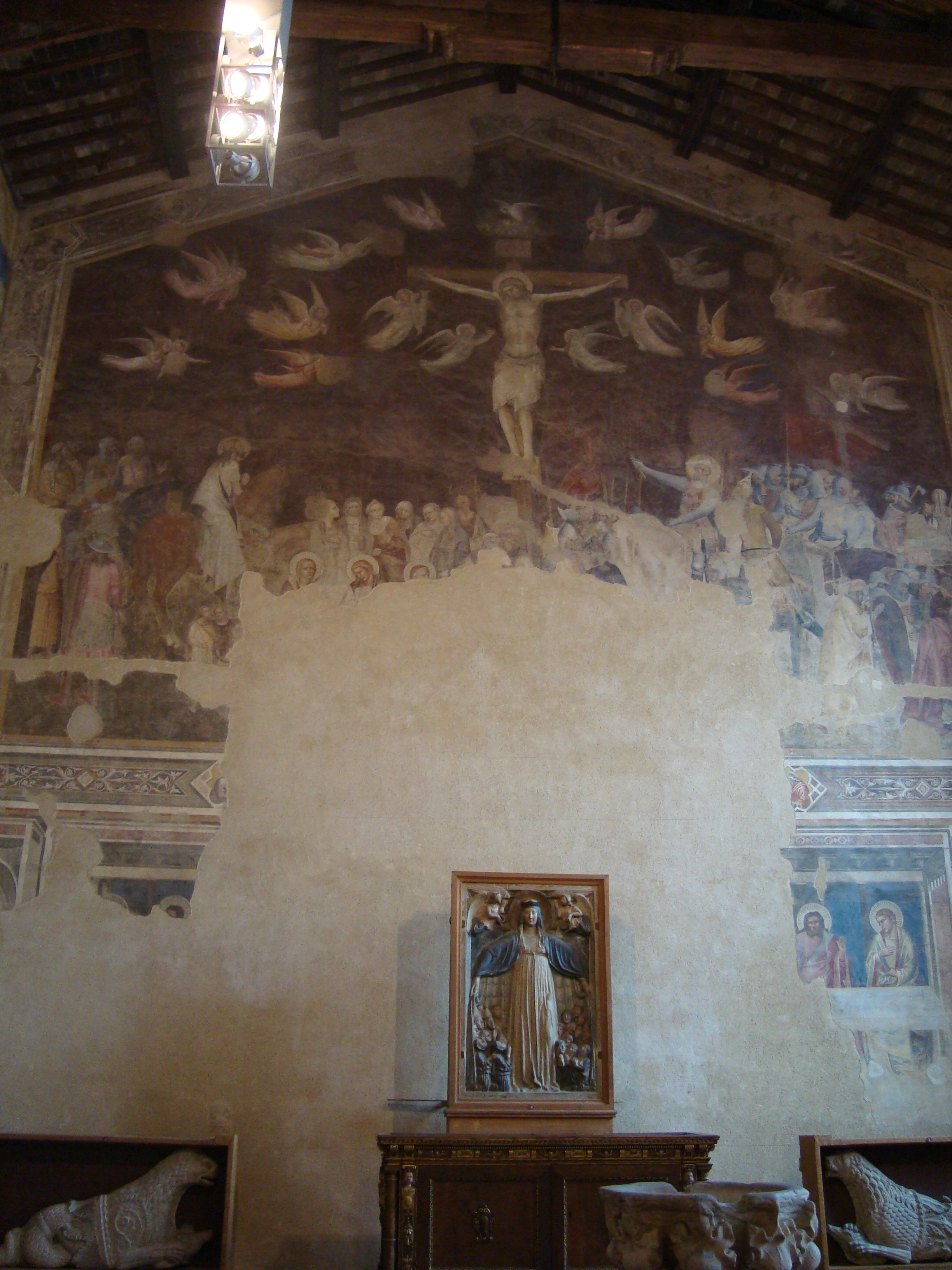
«Таємна вечеря» Санто-Спіріто

Монастир мав два закриті монастирі (кьостро), які називалися «Кьостро деі Морті» (італ. Chiostro dei Morti; «Монастир мертвих») і «Кьостро Ґранде» (італ. Chiostro Grande; «Великий монастир»). Перший отримав свою назву через велику кількість надгробків, що оздоблюють його стіни, зведений він приблизно в 1600 році Альфонсо Паріґі. Останній був збудований у 1564—1569 роках Бартоломео Амманнаті в класичному стилі.
Колишній монастир також містить велику трапезну (італ. Cenacolo di Santo Spirito) з великою фрескою, що зображує «Розп'яття» над фрагментом «Таємної вечері», обидві приписуються Андреа Орканья (1360—1365). Це один із рідкісних зразків мистецтва пізньої готики, який все ще можна побачити у Флоренції. У кімнаті є колекція скульптур XI—XV століть, включаючи два низькі рельєфи Донателло, горельєф Якопо делла Кверча («Мадонна з немовлям») і дві мармурові скульптури Тіно да Камайно (1320—1322).

## Поховання
- Паоло Учелло, похований в могилі свого батька
- Нікколо Нікколі

## Виноски
1. 1 2 3 4  http://wikimapia.org/21823192/it/Convento-Agostiniano-di-Santo-Spirito
2. ↑  archINFORM — 1994.
3. 1 2 3  Biadi, L. (1824). Notizie sulle antiche fabbriche di Firenze non terminate e sulle variazioni alle quali i più ragguardevoli edifizj sono andati soggetti. Florence: Stamperia Bonducciana. с. 156—160.
4. ↑  G. Brucker, Florence: The Golden Age, 1138—1737 (University of California Press, Berkeley CA, 1998), p8, 25. ISBN 0-520-21522-2
5. 1 2  Convento Santo Spirito. augnet.org. Архів оригіналу за 17 липня 2015.
6. 1 2 3 4 5  F. Andrews, The Other Friars: The Carmelite, Augustinian, Sack and Pied Friars in the Middle Ages, (The Boydell Press, Woodbridge, 2006), p. 117. ISBN 1 84383 258 5
7. ↑  Green, L. (1999). Florence. У Abulafia, D. (ред.). The New Cambridge Medieval History. Т. 5. Cambridge: University Press. с. 495. doi:10.1017/CHOL9780521362894. ISBN 978-0521362894. Online ISBN 978-1139055734
8. 1 2  E. Capretti, Brunelleschi, (Giunti Editore, Florence 2003), p.76 ISBN 88-0903315-9
9. ↑  Heimbucher, Max (1910). "Hermits of St. Augustine" . In Herbermann, Charles (ed.). Catholic Encyclopedia. Vol. 7. New York: Robert Appleton Company.
10. ↑  Stinger, C. L. (1988). Humanism in Florence. У Rabil, A. I. (ред.). Renaissance Humanism: Foundations, Forms, Legacy. University of Pennsylvania Press. с. 179–181.
11. 1 2  J. Burke, Social Identity and the Visual Arts in Renaissance Florence, (The Pennsylvania State University Press, University Park PA, 2004), p. 45 ISBN 0-271-02362-7
12. 1 2  G. Brucker, Florentine Politics and Society, 1343—1378 (Princeton University Press, Princeton NJ, 1962)
13. ↑  Peter J. Gartner. «Filippo Brunellsechi». (Könemann, Köln, 1998), pp.44–53
14. ↑  Eugenio Battisti. Filippo Brunelleschi: The Complete Work. (New York: Rizzoli, 1981)
15. ↑  Howard Saalman. Filippo Brunelleschi: The Buildings. (London: Zwemmer, 1993).
16. ↑  Borsook, Eve (1991). Vincent Cronin (ред.). The Companion Guide to Florence (вид. 5th). New York: HarperCollins. с. 317–320.
17. ↑  Symonds, vol.1, 1925, с. 42—43.
18. ↑  20.12.2000 Torna in Santo Spirito il Crocifisso attribuito a Michelangelo [Архівовано 14.10.2014, у Wayback Machine.]